# Màng ối
Màng ối (amnion) là một màng sinh học trong cơ thể động vật. Nó hình thành lớp vỏ bao ngoài của túi ối, một chiếc "túi" chứa đựng phôi thai. Nó được phát triển ở các loài bò sát, chim và thú; chính vì vậy những nhóm động vật này được gọi là động vật có màng ối (amniota) (các nhóm còn lại như cá và lưỡng cư được gọi là động vật không có màng ối - anamiota). Màng ối có vai trò trong việc bảo vệ phôi thai khỏi các tác động nguy hiểm. Màng ối hình thành từ phần trung bì ở mặt ngoài và ngoại bì ở mặt trong.

## Màng ối ở người
Ở thai người, giai đoạn sớm nhất của sự hình thành màng ối chưa được quan sát; bào thai nhỏ tuổi nhất được nghiên cứu hiện nay chí ít cũng đã có túi ối khép kín và xuất hiện ở khối tế bào trong như là một khoang. Khoang này được che bởi một tầng tế bào ngoại bì phẳng được gọi là ngoại bì màng ối, và nền của nó bao gồm ngoại bì hình lặng trụ của đĩa bào thai — phần nối liền giữa "trần" và "sàn" được hình thành ở rìa đĩa bào thai. Phía ngoài ngoại bì màng ối là một lớp trung bì, nối liền với lá vách thân và được nối với đường trung bì của màng đệm bởi một cấu trúc dạng cuống.
Khi mới hình thành, màng ối tiếp xúc với cơ thể của bào thai, nhưng từ tuần thứ 4-5 trở đi thì chúng dần tách ra và nước ối bắt đầu hình thành tại khoảng không giữa bào thai và màng ối. Nước ối càng lúc càng tăng về thể tích và khiến màng ối to dần ra và cuối cùng bám chặt vào mặt trong của màng đệm, điều này khiến phần ngoại bào thai của thể khoang bịt kín lại. Nước ối tiếp tục tăng thể tích cho đến tháng thứ 6 hay thứ 7 của thai kỳ, đến lúc này thì chúng dần giảm đi và đến cuối thai kỳ thì dung tích nước ối vào khoảng 1 lít.
Nước ối đóng vai trò giúp cho thai nhi có thể chuyển động tự do vào giai đoạn cuối của thai kỳ, đồng thời cũng là môi trường đệm giúp giảm thiểu ảnh hưởng tiêu cực của các tác động vật lý từ bên ngoài. Chất rắn tan trong nước ối chiếm tỉ lệ dưới 2%, bao hàm urê, các chất bài tiết, muối vô cơ, một lượng nhỏ protein, và dấu vết của đường. Một phần của nước ối được hấp thu bởi thai nhi, bằng chứng là các chất cặn biểu bì và tóc đã được tìm thấy trong đường ống dẫn dinh dưỡng cho bào thai.

## Màng ối ở các loài động vật khác
Ở bò sát, chim và nhiều loài thú, màng ối được hình thành như sau: ở thời điểm ống tiêu hóa sơ khai nối liền với túi lòng đỏ, một sự phản chiếu hay gấp ngược lên trên của lá vách thân hình thành, gọi là nếp gấp màng ối. Nếp gấp màng ối hình thành ở điểm xa nhất của đầu và sau đó chuyển tới điểm chót đuôi và phía bên của bào thai, và dần dần di chuyển lên trên, các phần khác nhau của nó tụ hội lại và sáp nhập lại thành một tại vị trí mặt lưng của thai nhi, hình thành một khoang kín gọi là khoang ối.
Sau khi các rìa của nếp gấp màng ối nhập lại, hai lớp của nếp gấp hoàn toàn tách khỏi nhau, lớp trong hình thành nên màng ối và lớp ngoài hình thành nên màng ối giả hay màng thanh dịch. Khoảng không gian giữa hai màng này bao hàm khoang ngoài thai và có một giai đoạn nhất định nó nối liền với khoang bào thai.

## Thai ngoài màng ối
Thai ngoài màng ối là một trường hợp mang thai hiếm gặp, trong đó màng ối bị vỡ và thai nhi phát triển ngay trong khoang ngoài thai ở tử cung.

## Hình ảnh

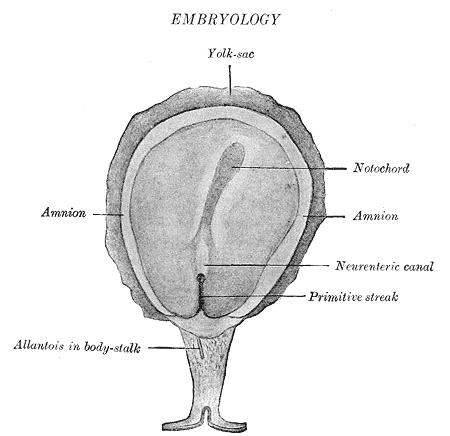
Bề mặt ngoài của màng ối của loài Hylobates concolor.
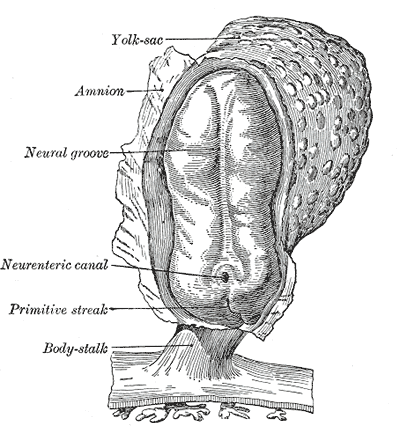
Phôi người nhìn từ mặt lưng với chiều dài 2mm. Phóng to 30 lần.
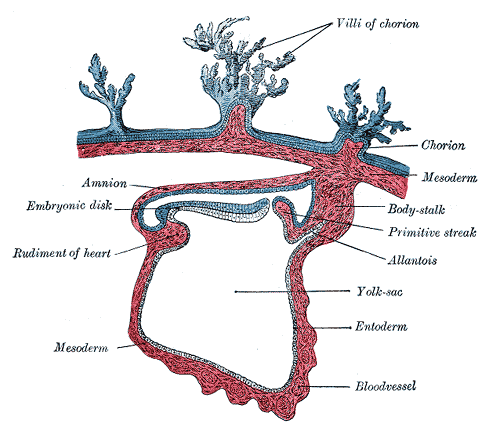
Mặt cắt phôi thai.
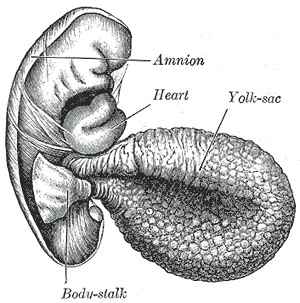
Phôi người với chiều dài thật 2,6 mm.
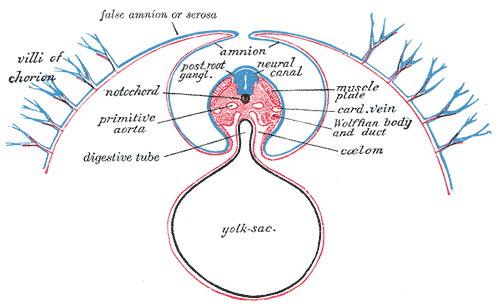
Sơ đồ mặt cắt ngang phôi, cho thấy cách hình thành màng ối.
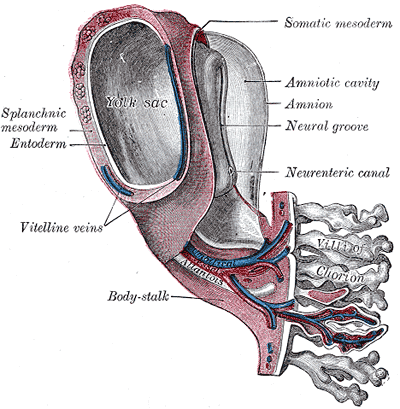
Phôi người với chiều dài 1,3 mm.
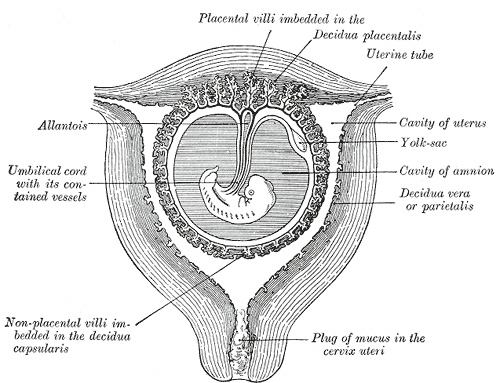
Bào thai 3-4 tháng tuổi.
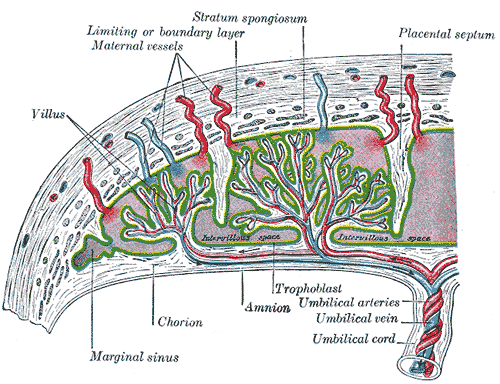
Tuần hoàn máu ở thai nhi.
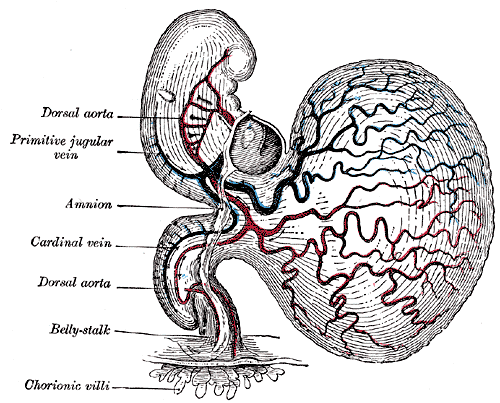
Thai người 14 ngày tuổi, với túi lòng đỏ.
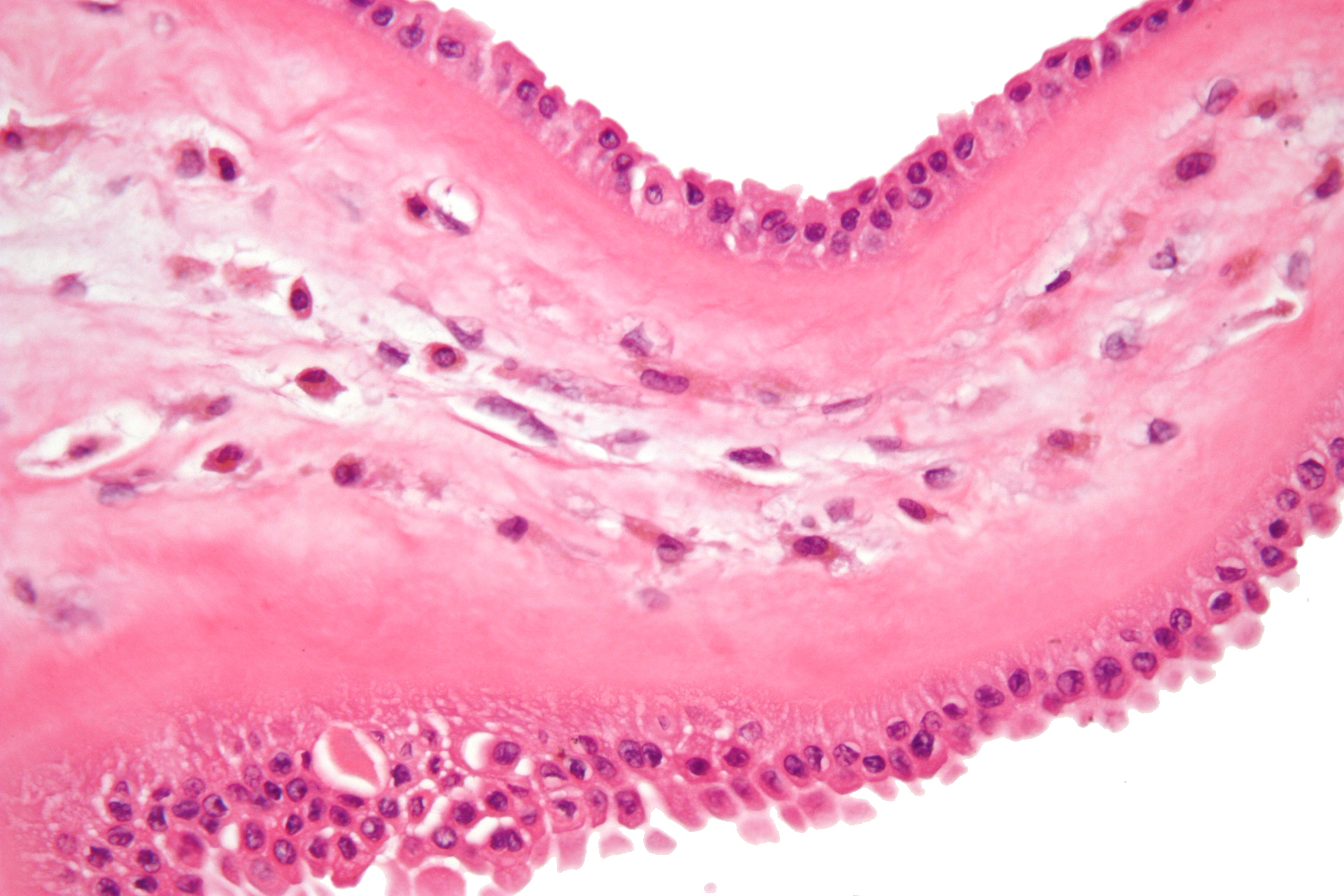
Meconium-laden macrophages in meconium stained fetal membranes. H&E stain.
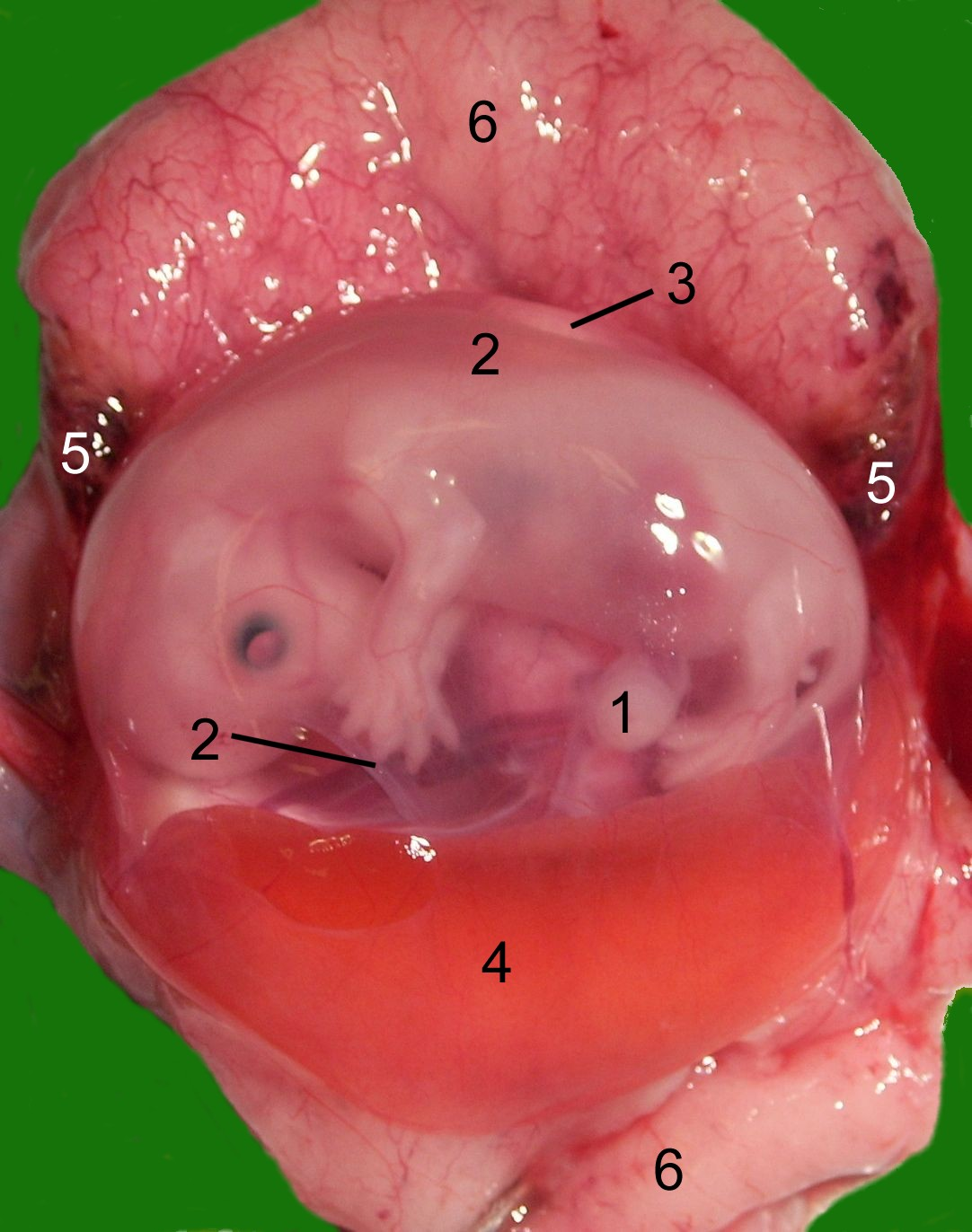
Phôi mèo. 1)Rốn; 2)Màng ối; 3)Túi niệu; 4 Túi lòng đỏ; 5)Máu bầm; 6)Một phần của màng trong dạ con